# 滕绍志
滕绍志，中华人民共和国政治人物、外交官。
1986年，接替王本祚，担任中华人民共和国驻保加利亚大使。1989年，由李凤林接任。